# 蒙克里夫 (澳大利亚首都特区)
蒙克里夫（英语：Moncrieff），是位于堪培拉下属甘加林城区北部的一个郊区，在北部与泰勒接壤，在东部与杰卡隔着Horse Park Drive接壤，在东南和西南分别与阿马鲁和恩古纳瓦尔接壤，在西侧与凯西部分接壤。距甘加林镇中心和堪培拉市中心约为4公里和16公里。它以1920-1930音乐时代的澳大利亚歌手格拉迪斯·蒙克里夫命名，并于1991年4月在宪报刊登，2014年6月起向开发商开放土地。也是蒙克里夫社区休闲公园的所在地，该公园被评为2021年澳大利亚首都特区最受欢迎的公园和游乐场。
蒙克里夫像堪培拉的大多数新落成区一样是一个猫收容区：所有猫都必须被关在猫主人的财产内，如果在院子里饲养，则必须被关在围栏内。

## 地理
面积约200公顷，比甘加林其他郊区少。该地区主要分布着三座山丘，最高处海拔674米。绿化带以草地、黄箱-红桉林地和低地林地为特征。

## 地质
蒙克里夫下方的岩石由志留纪中期的堪培拉组组成。它由页岩、板岩和泥岩组成。